# Детская коляска

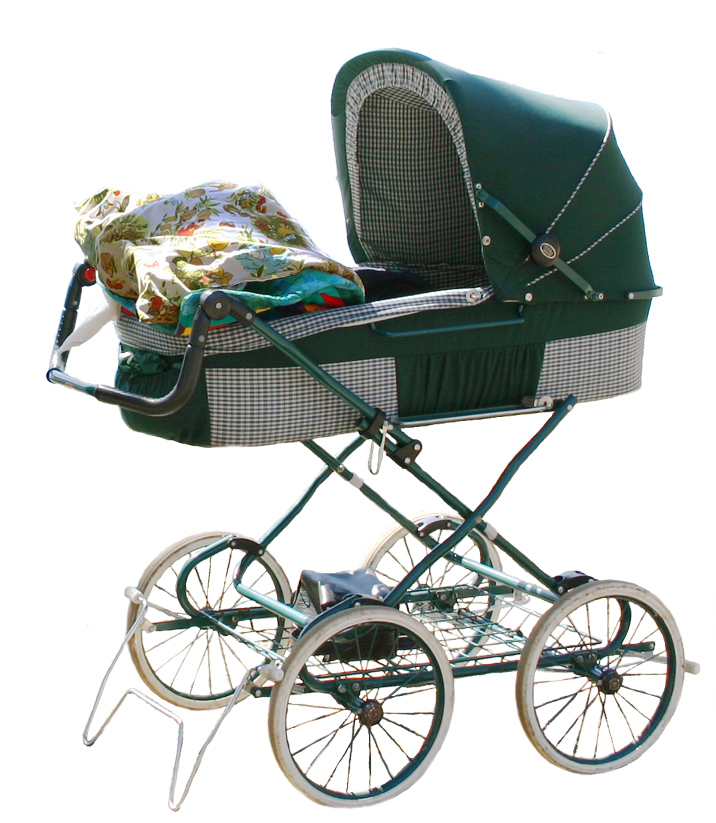
Детская коляска «классика» (люлька).

Детская коляска —  колёсное устройство для перевозки маленьких детей. Положение ребёнка в коляске (сидя или лёжа) зависит от её типа и возраста ребёнка.

## Этимология

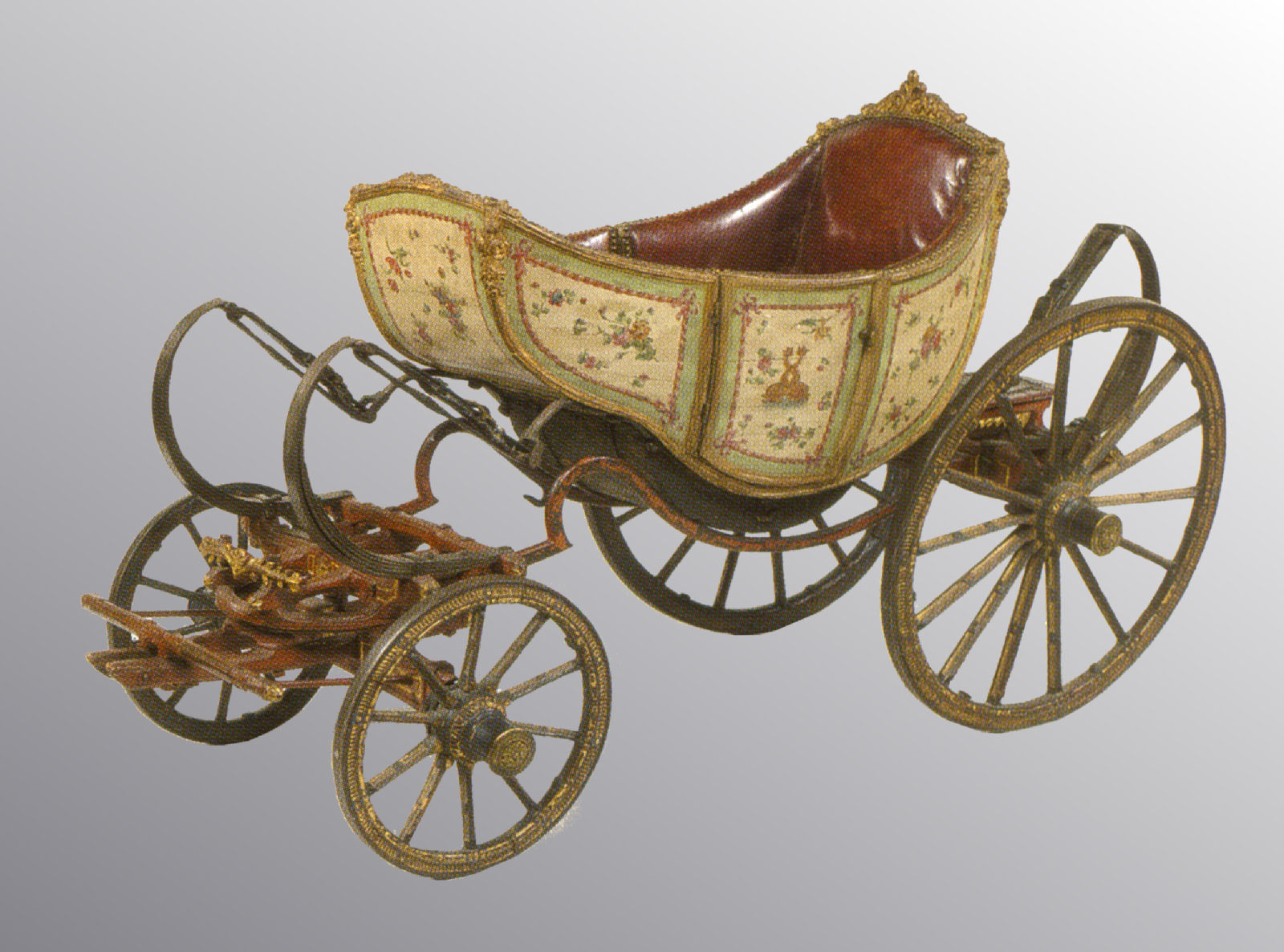
Конная коляска

Согласно Максу Фасмеру, документированно слово коляска употребляется в русском языке с 1695 г. Родственно польскому kоlаsа, kolaska (повозка) и заимствовано из польского диалектического kolosa (повозка), чешского kоlеsа, koleska и kolo (колесо).
Владимир Иванович Даль слово коляска связывает со словом колыхать (колебать, зыбать, качать, волновать). При этом приводит также примеры употребления схожих слов в XIX веке: южное и старинное колыска, вологодское колышки (качель, зыбка, люлька, колыбель, корзина, лукошко, в котором спит младенец); коляска (разновидность конной ездовой повозки, телеги).

## История
В XVIII веке в Великобритании герцог Девонширский попросил Уильяма Кента — художника, архитектора и ландшафтного дизайнера — создать коляску для своих детей. В 1733 году заказ был выполнен. От классической коляски в нашем понимании изделие Кента отличалось очень сильно. Это была очень красиво декорированная уменьшенная копия взрослой повозки, перемещать которую должен был пони или ослик. Ребёнок в этой коляске мог только сидеть.
Коляска быстро вошла в моду. Уже к 1840 году подобные коляски продавались в лавках и магазинах детских товаров. Даже королева Виктория приобрела для прогулок со своими наследниками три штуки. В некоторых моделях даже отказались от осликов, предоставив возможность тянуть коляску няням или родителям. Появились трехколёсные варианты. Чуть позже появились коляски-люльки, в которых можно было лежа прогуливать совсем маленьких детей. А в 1889 году Уильям Ричардсон запатентовал идею первой коляски, в которой положение сиденья можно было менять, ставя его как лицом к родителям, так и наоборот. Изобретатель также заменил жестко связанные осью колеса на независимые, что резко увеличило маневренность колясок.
С началом XX века родилась колясочная индустрия. Коляски стали дешевле и доступнее. Появилось множество моделей, в которых использовали большие колеса, капоры, тормоза, разные формы люлек. К середине века возникла проблема — громоздкие коляски было неудобно транспортировать в путешествиях. Потому изобрели лёгкие алюминиевые рамы и системы складывания колясок. Со временем детская индустрия адаптировала все современные технологичные достижения, сделав коляски очень легкими, компактными и удобными.

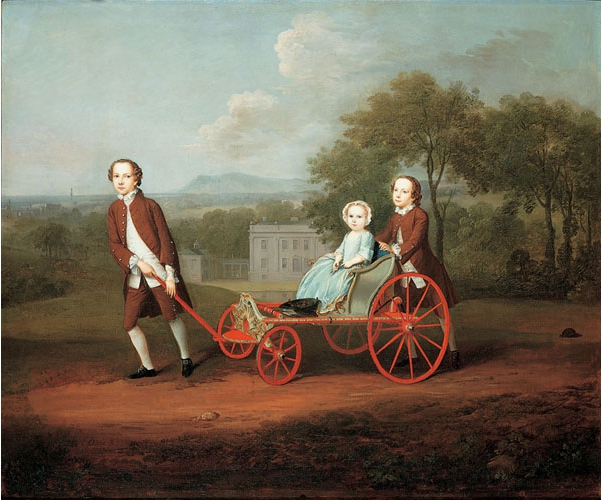
Детская коляска середины XVIII века, Англия. Художник Артур Дэвис, 1747
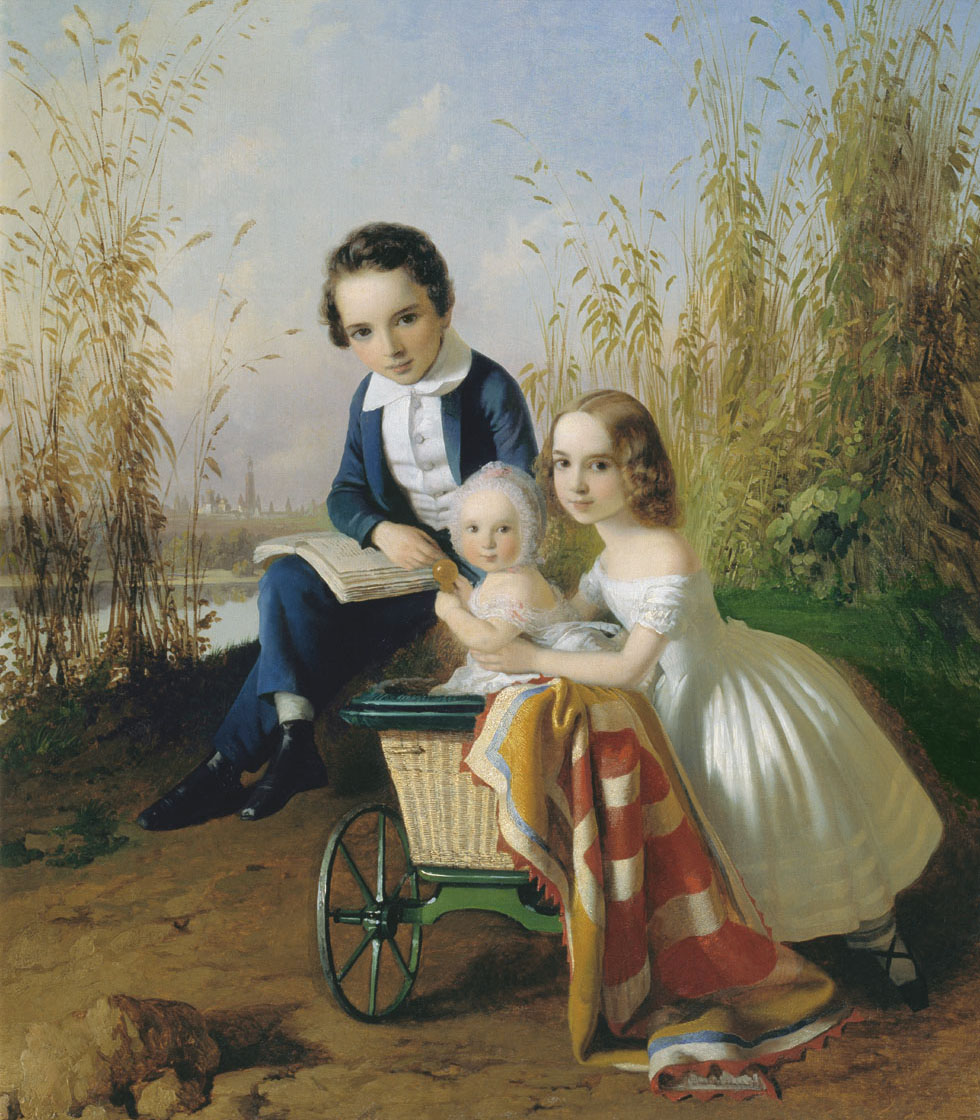
Детская коляска середины XIX века, Россия. Художник Тимофей Нефф, 1842
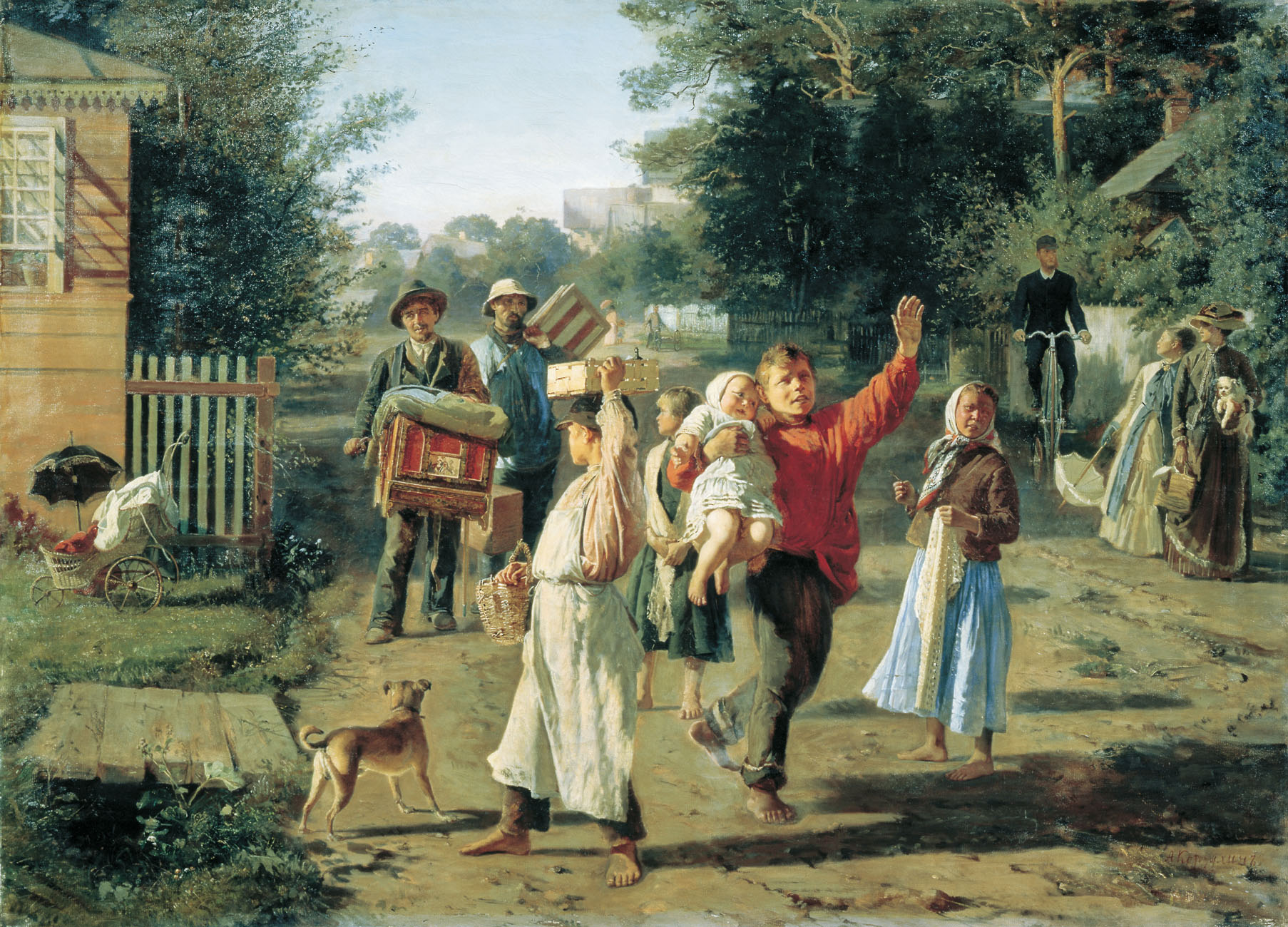
Детская коляска конца XIX века, Россия. Художник Алексей Корзухин, 1888
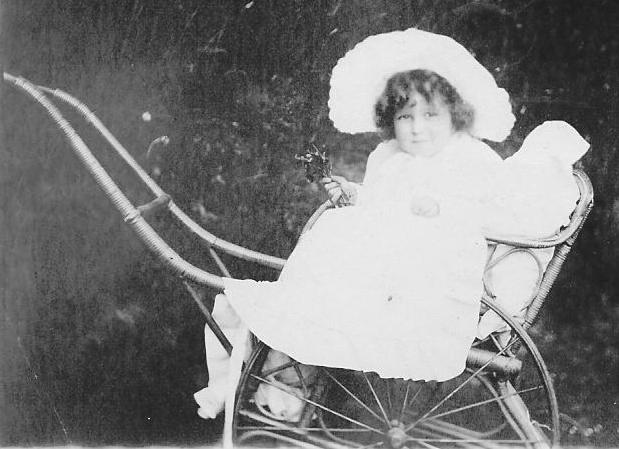
Детская коляска в Индии, 1902 год
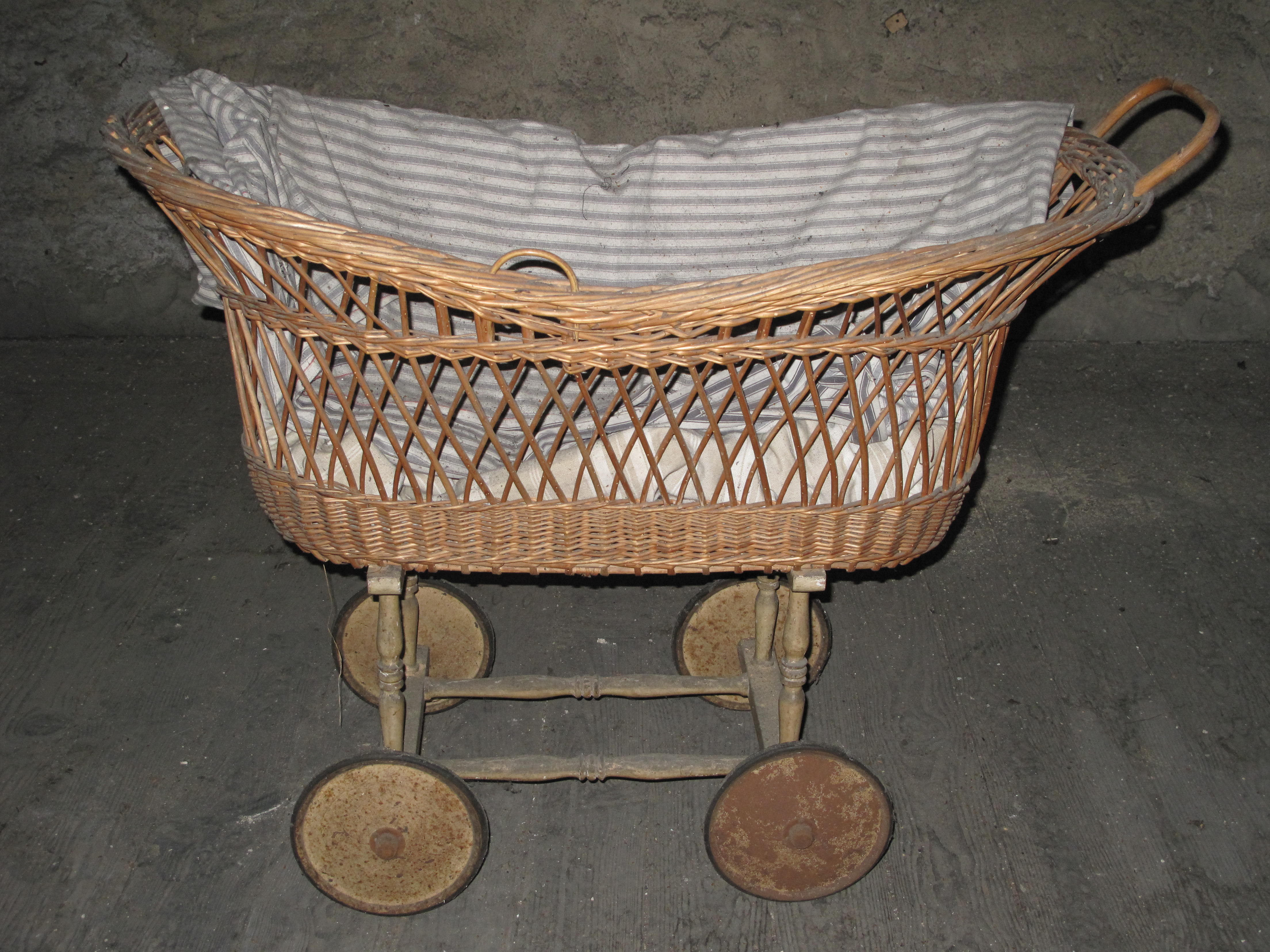
Плетённая детская коляска. Франция, 1920 год
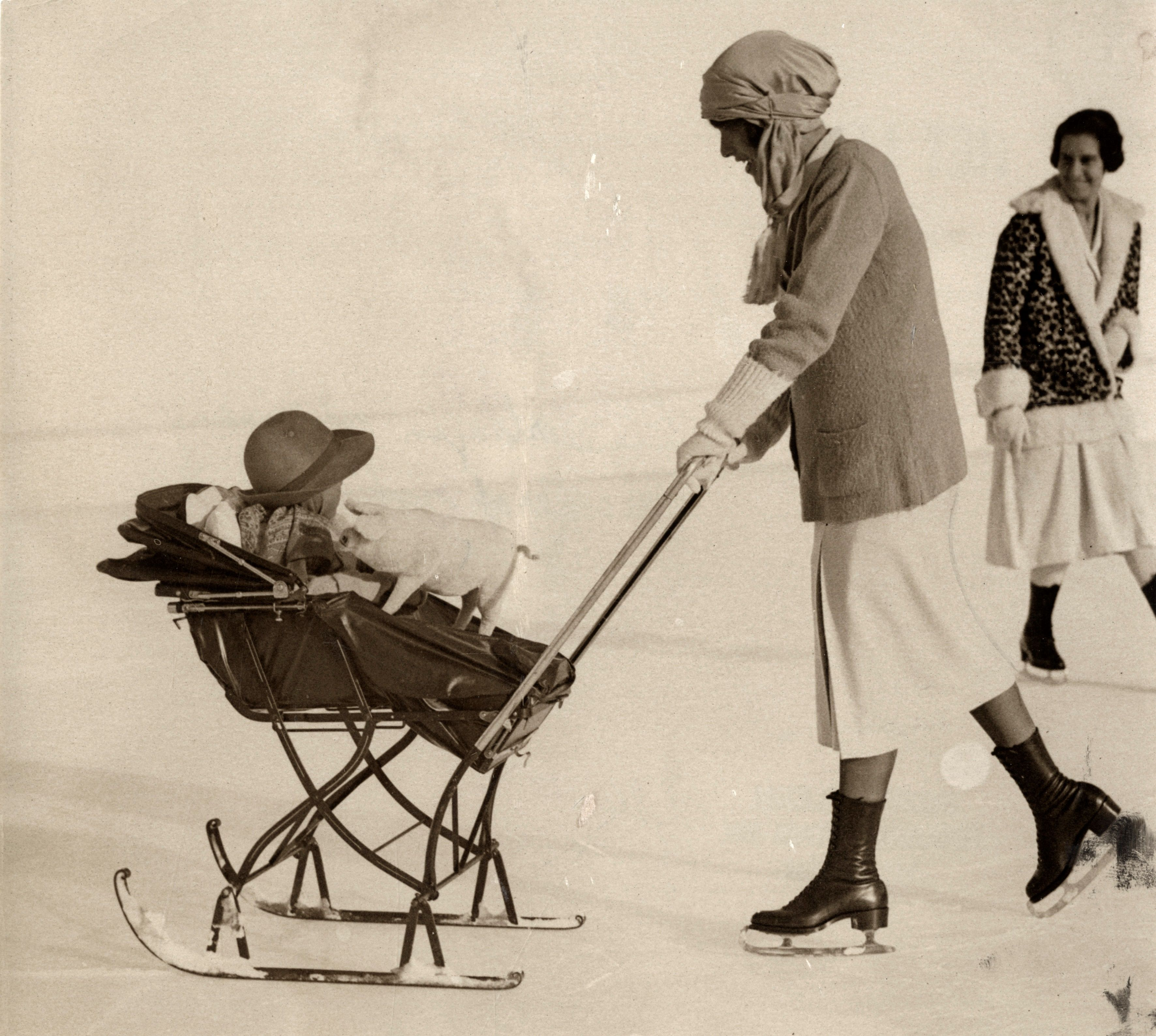
Санки по типу коляски, но без колёс, Швейцария, 1926 год
Детская коляска. Одесса, 1956 год
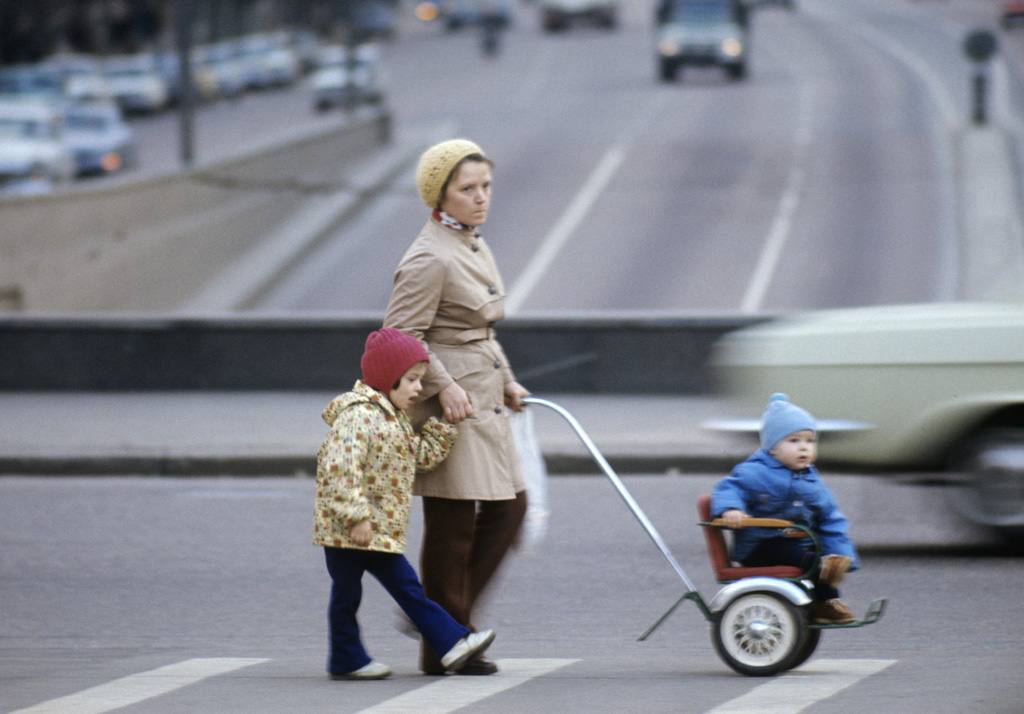
Фото И. Зотина, архив РИА Новости. Москва, 1976 год
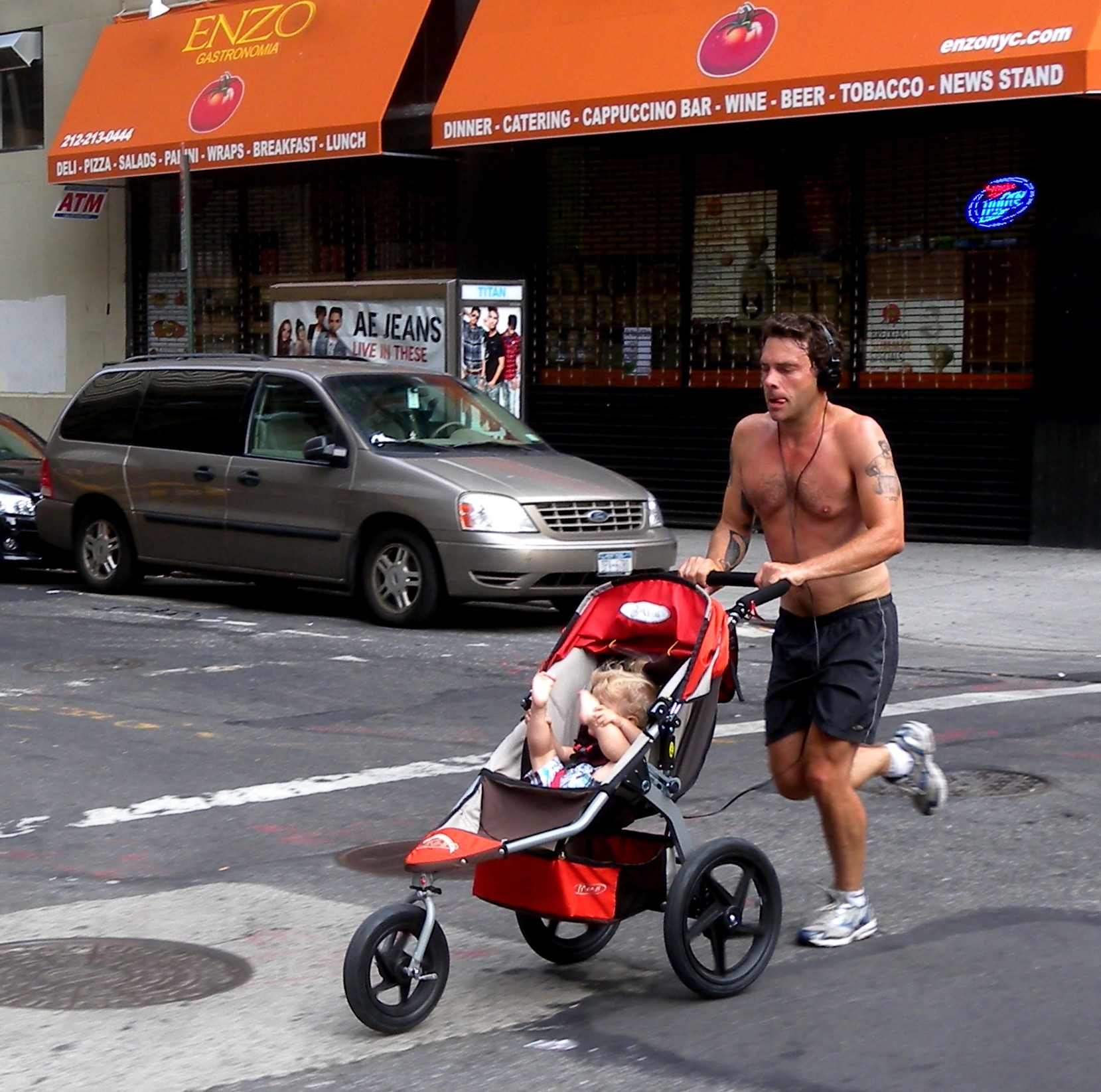
Трёхколёсная прогулочная коляска. Нью-Йорк, начало XXI века

## Классификация
Коляски можно разделить на два больших класса — коляски для новорождённых и грудных детей до 6 месяцев, и коляски для более старшего возраста.
Первые — это коляски-люльки для самых маленьких детей. В них ребёнок большее время находится в положении лежа и надёжно укрыт от опасностей внешнего мира — холода, излишнего тепла, прямых солнечных лучей, сквозняков и насекомых. В такой коляске ребёнка возят только тогда, когда он спит. Летом ребёнок может также спать на свежем воздухе. Если ребёнок неожиданно проснется, коляску можно тихонько покачать, пока он снова не заснет.
Прогулочные коляски — для детей постарше. В них дети передвигаются сидя, однако многие модели предусматривают откидывание спинки вплоть до практически горизонтального положения, чтобы ребёнок мог спать в комфортной позе. Пассажир такой коляски также может защищаться от дождя, ветра и холода — как с помощью накидок и капоров, так и при помощи специальных утеплённых чехлов-конвертов.
Существует также несколько видов колясок, которые совмещают в себе и люльки, и «прогулки». Класс колясок-трансформеров предусматривает легкое превращение одной коляски в другую.
Модульные универсальные коляски, или коляски «два (три) в одном», представляют собой раму с шасси, на которую ставятся нужные модули (модуль-люлька, прогулочный модуль, модуль-автолюлька). Кроме полноценной люльки (не облегчённой, как в варианте трансформера) и «прогулки» на такую коляску через переходники можно установить и детскую автомобильную люльку.
Ещё одна классификация колясок — по способу складывания. Самые лёгкие и компактные — «коляски-трости». Они идеальны для путешествий и переездов с ребёнком, когда часто требуется брать малыша на руки и складывать коляску. Чуть более массивны коляски, складывающиеся «книжкой». Как правило, это уже устройства «два в одном» или трансформеры. Их вес невелик за счёт применения облегчённых материалов, но в сложенном состоянии они занимают несколько больше свободного места.
Различают ещё особую разновидность колясок совмещённых с санками, актуальную в зимнее время для стран с заснеженной зимой, которые в зависимости от модели можно причислить к коляскам либо к санкам — коляска-санки, либо санки-коляска.

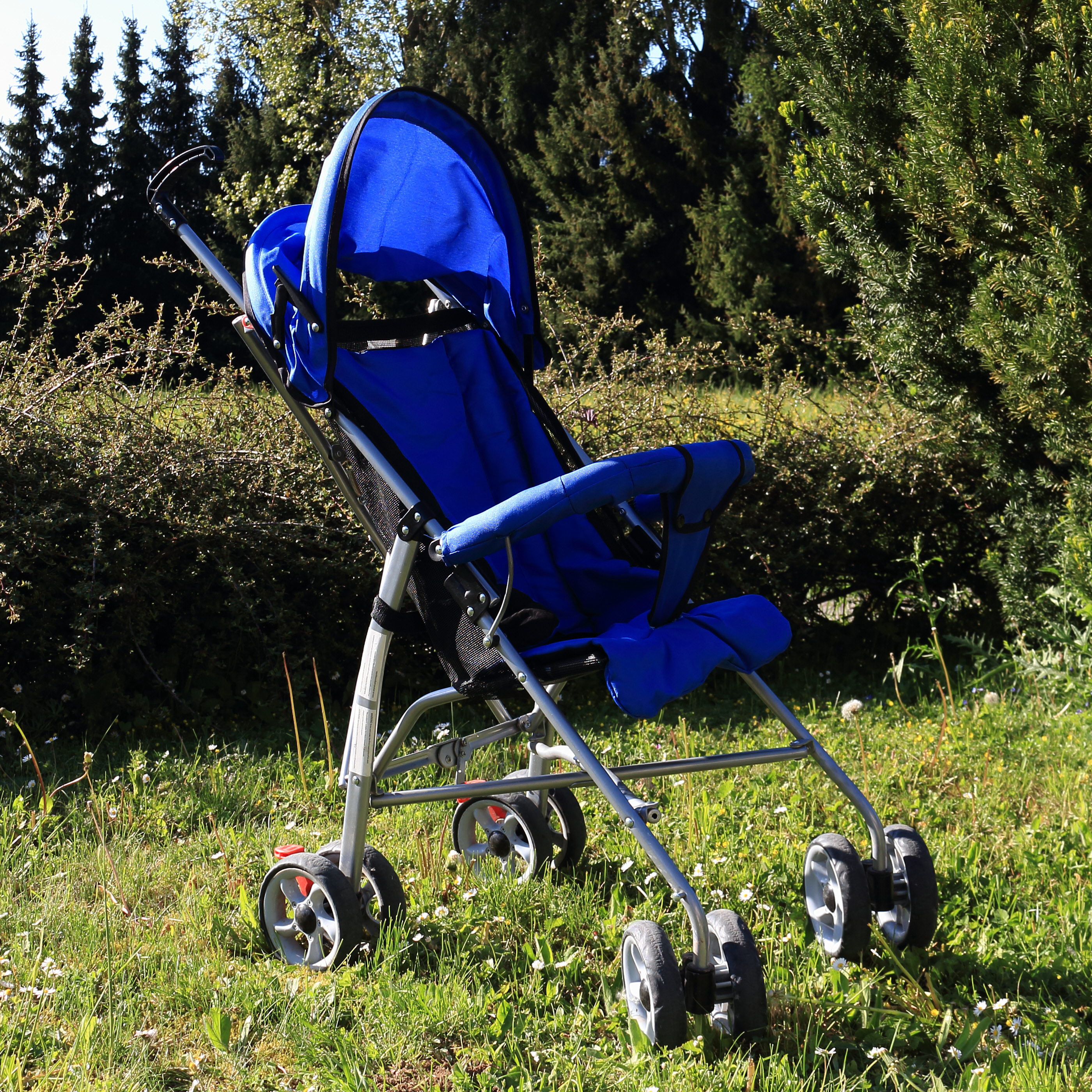
Прогулочная коляска-трость
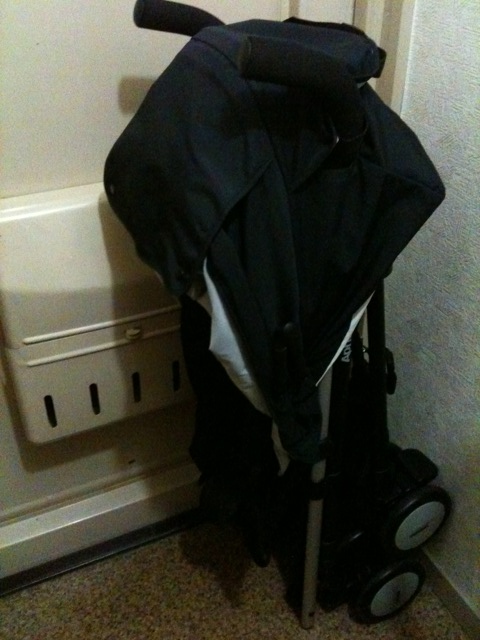
Коляска-трость в сложенном виде
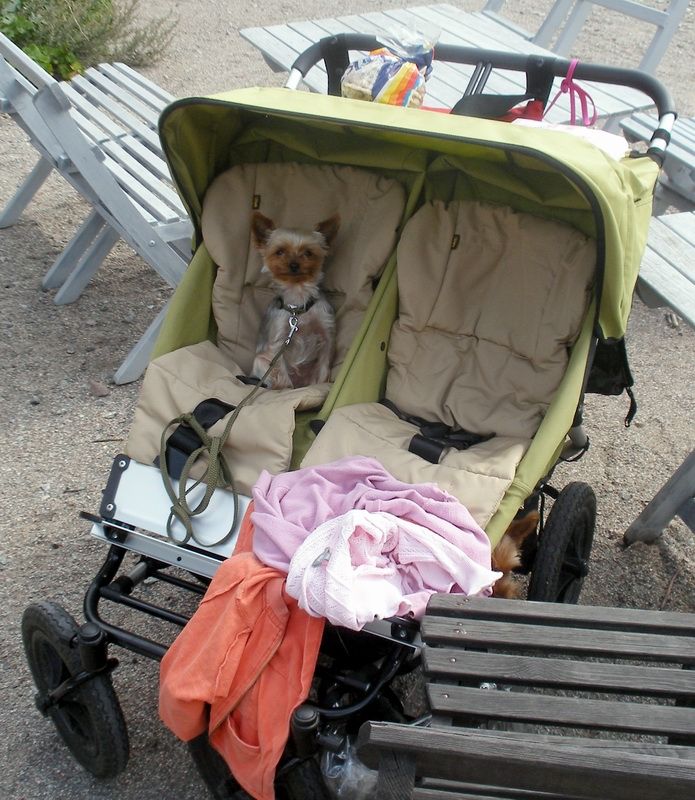
Коляска для двойни
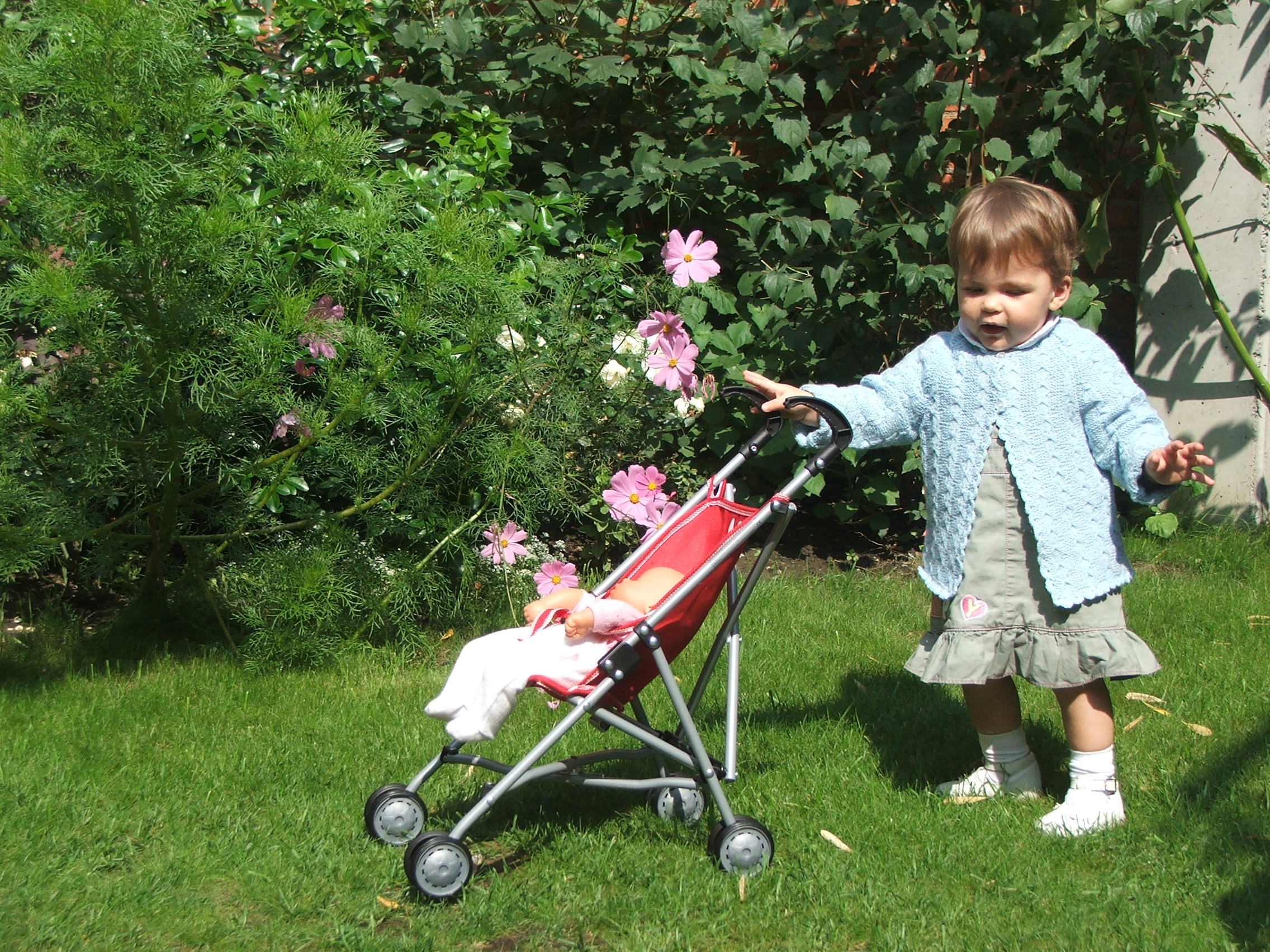
Игрушечная коляска для кукол

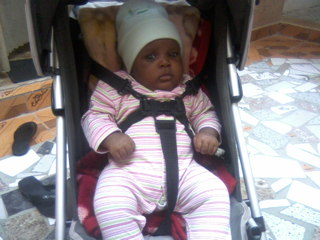
5-точечные ремни безопасности

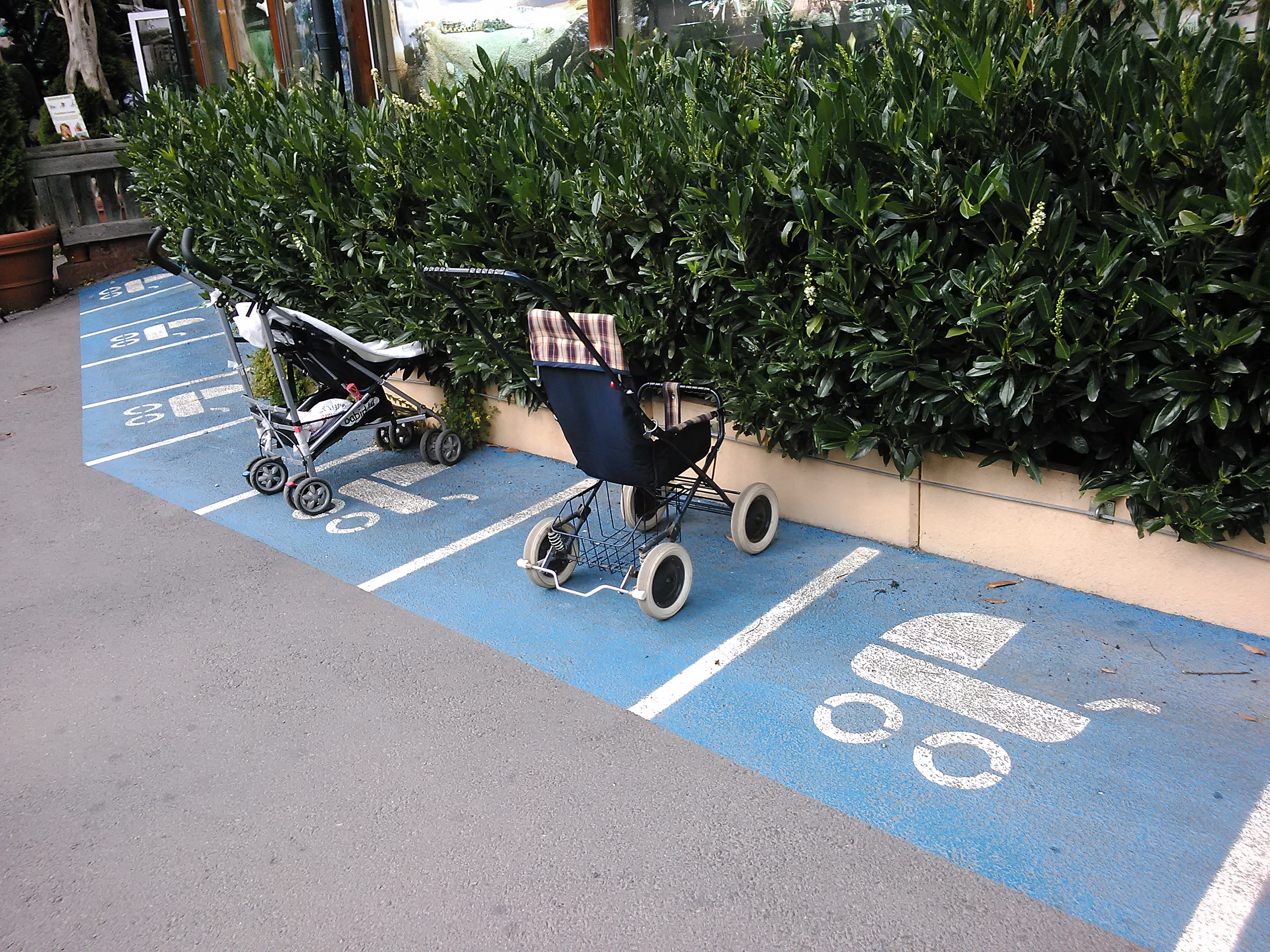
Парковка для колясок в Скансене
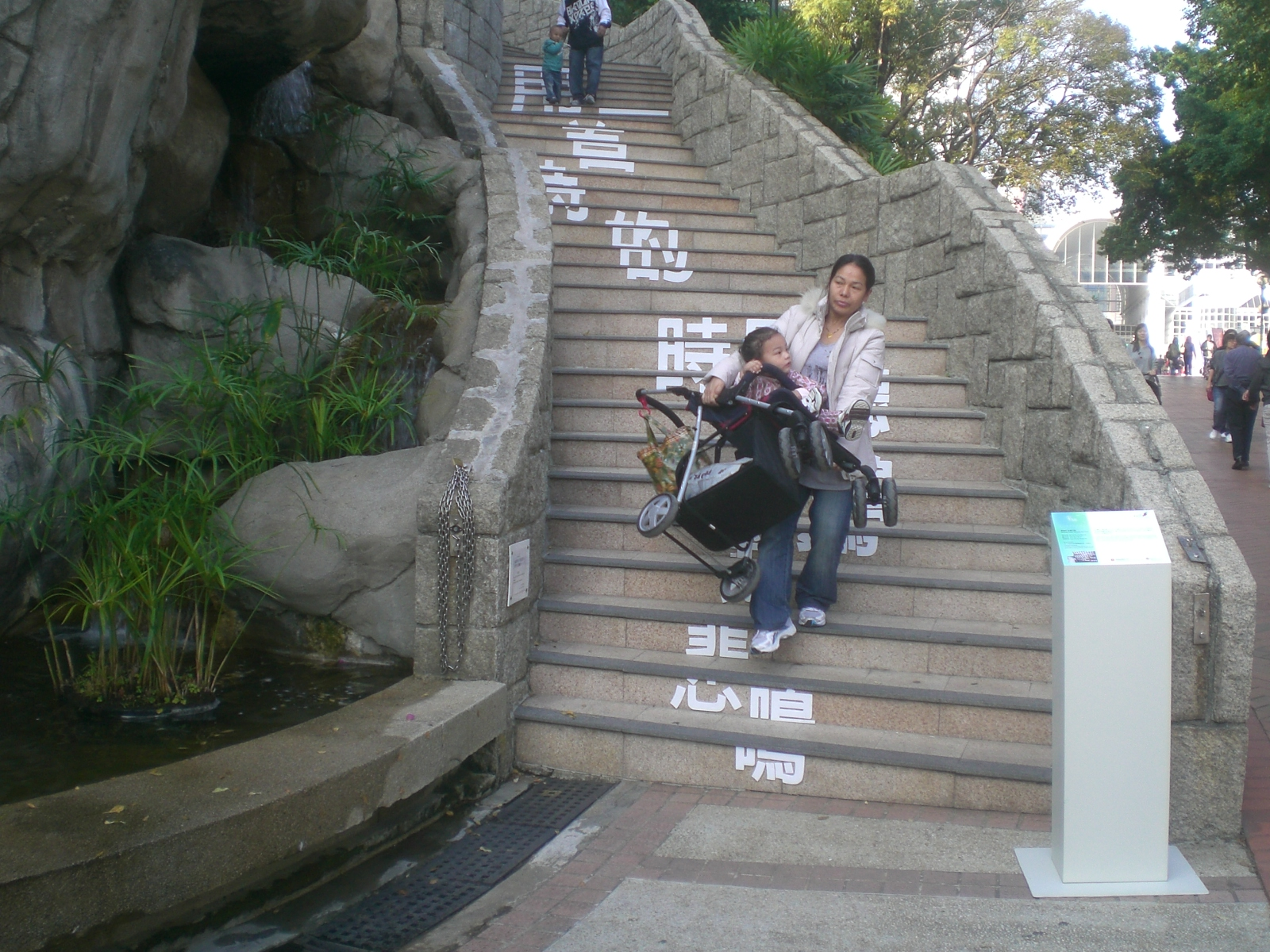
Переноска коляски с ребёнком по лестнице без пандуса
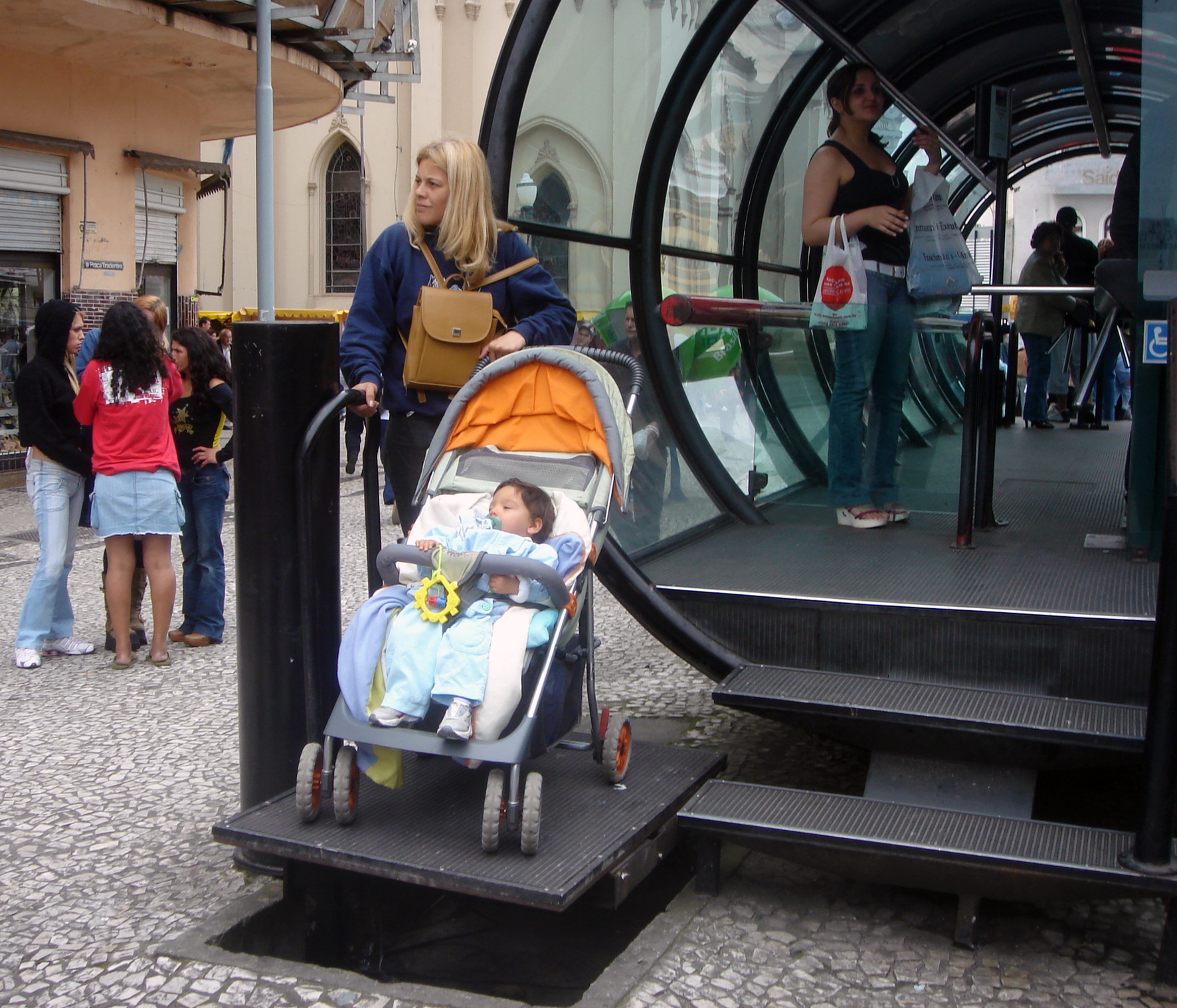
Перемещение коляски с ребёнком посредством подъёмника
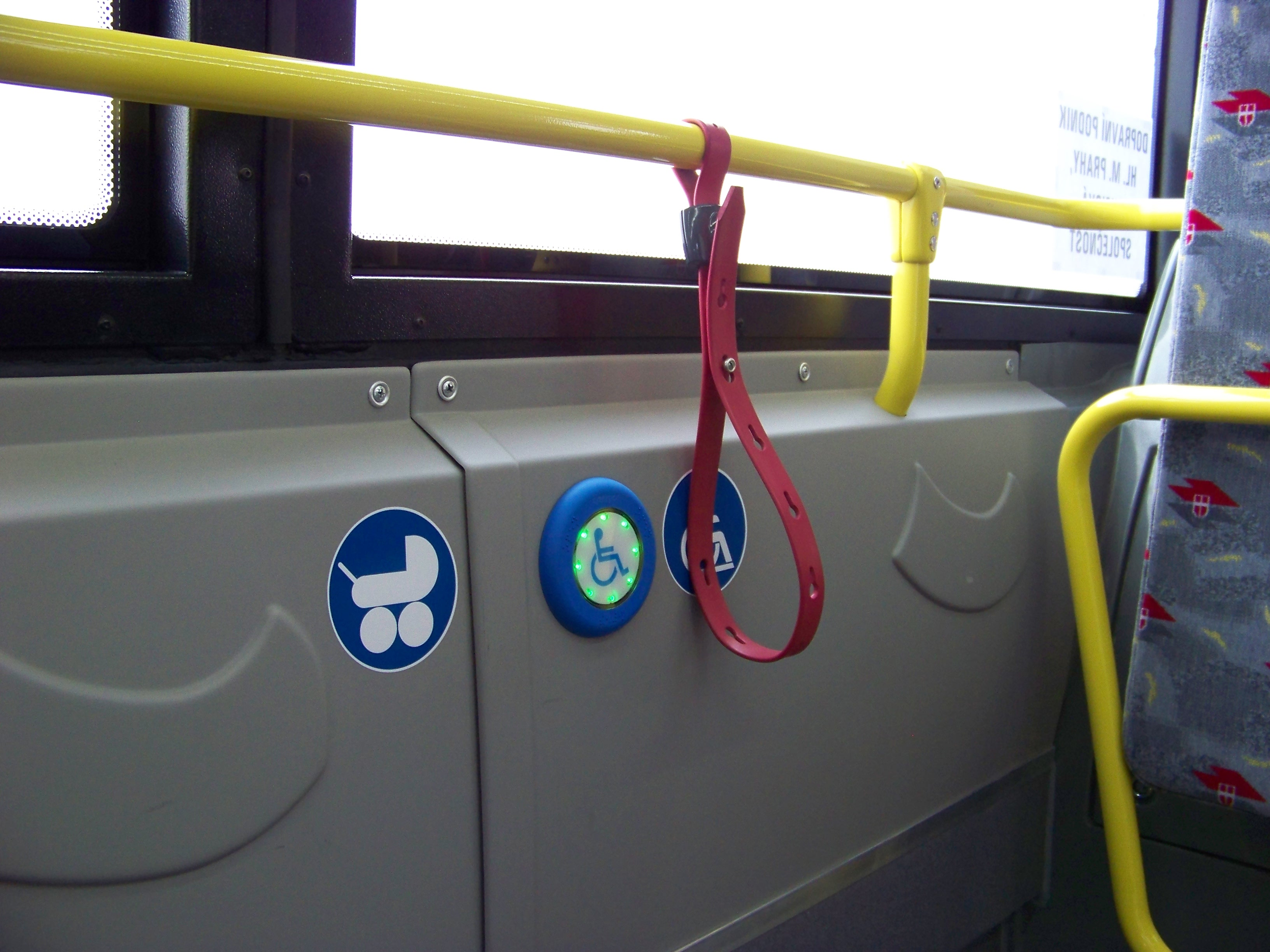
Выделенное место для размещения детских и инвалидных колясок в автобусе
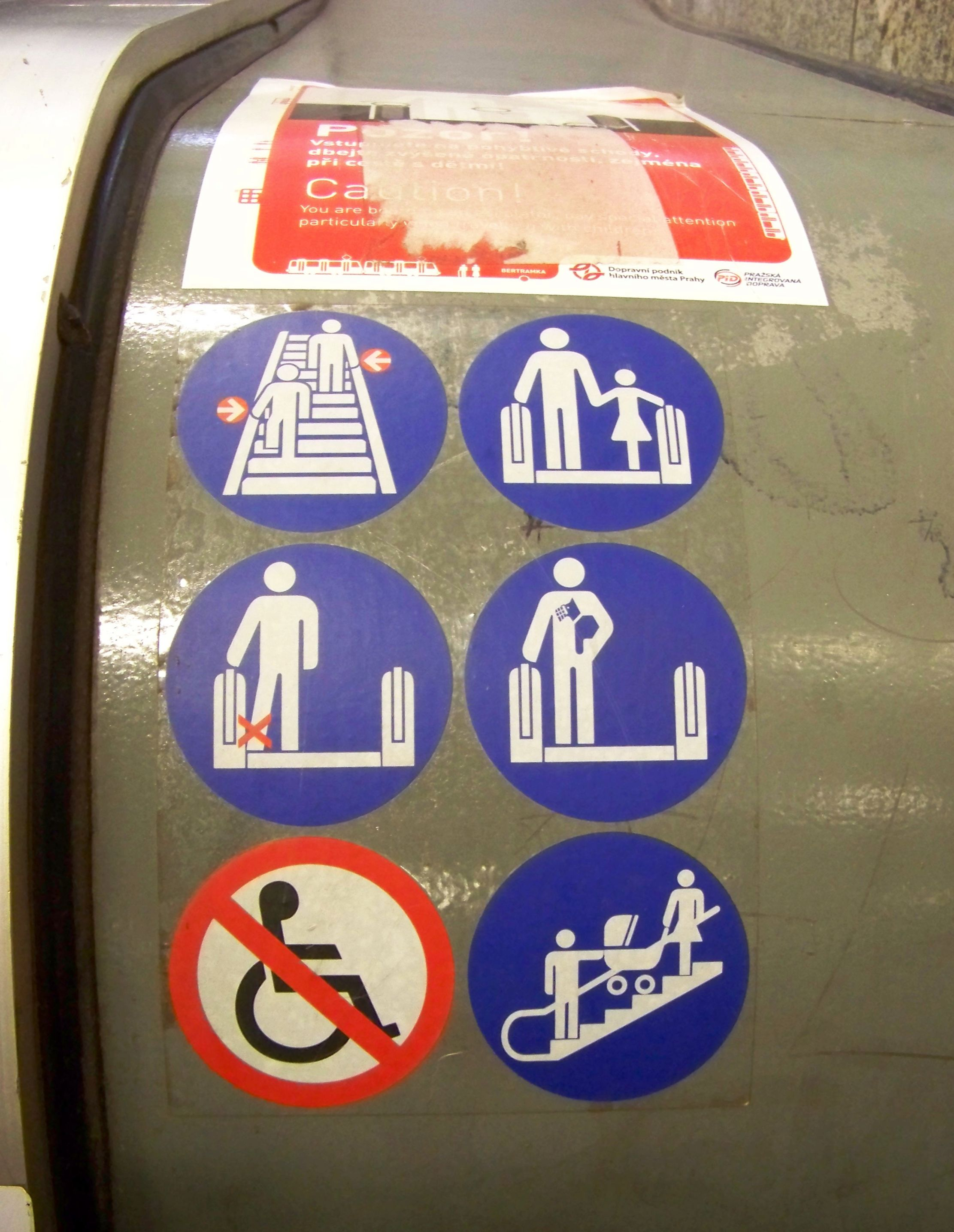
Предупреждение о необходимости перевозки детской коляски с ребёнком вдвоём на эскалаторе
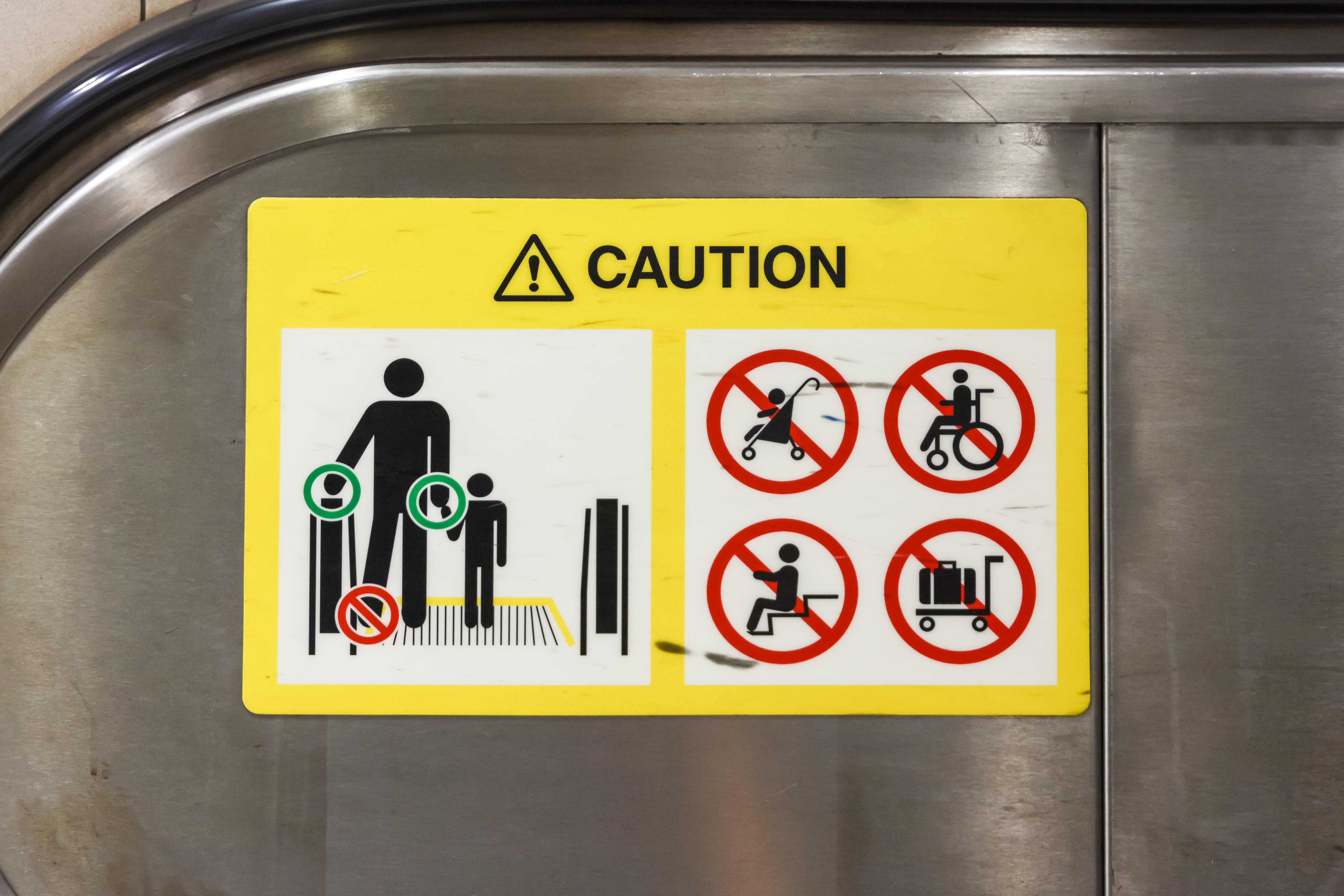
Знак запрещающий перевозку детей в коляске на эскалаторе

## Детская коляска в искусстве
- Детская коляска с ребёнком, которая скатывается вниз по Потёмкинской лестнице в Одессе, когда мать ребёнка убита выстрелами карательных войск — один из самых выразительных символов трагедии в советском художественном фильме «Броненосец „Потёмкин“», снятом режиссёром Сергеем Эйзенштейном в 1925 году.